# 42 Ursae Majoris
42 Ursae Majoris är en orange jätte i stjärnbilden Stora björnen. Stjärnan har visuell magnitud +5,56 och är synlig för blotta ögat vid normal seeing. Den ligger på ett avstånd av ungefär 270 ljusår.